# Hans Martin Gulbrandsen
Hans Martin Gulbrandsen (Drammen, 31 de enero de 1914 - Oslo, 4 de febrero de 1979) fue un deportista noruego que compitió en piragüismo en la modalidad de aguas tranquilas. Ganó una medalla de plata en el Campeonato Mundial de Piragüismo de 1948 en la prueba de K1 4 × 500 m.
Participó en dos Juegos Olímpicos de Verano en los años 1948 y 1952, su mejor actuación fue un cuarto puesto logrado en Londres 1948 en la prueba de K1 1000 m.

## Palmarés internacional
| Campeonato Mundial | Campeonato Mundial    | Campeonato Mundial | Campeonato Mundial |
| Año                | Lugar                 | Medalla            | Evento             |
| ------------------ | --------------------- | ------------------ | ------------------ |
| 1948               | Londres (Reino Unido) | Medalla de plata   | K1 4 × 500 m       |